# Alain Ehrenberg
Pour les articles homonymes, voir Ehrenberg.
Alain Ehrenberg, né à Paris le 4 juin 1950, est un sociologue français, directeur de recherche au CNRS.

## Carrière
Auteur d'une thèse de sociologie intitulée Archanges, guerriers, militaires et sportifs. Essai sur l'éducation de l'homme fort, il s'est ensuite particulièrement intéressé aux malaises individuels dans la société moderne, face à la nécessité croissante de performance et l'injonction à l'autonomie individuelle, dans l'isolement et l'anomie sociale, la perte des repères moraux et intellectuels, et des soutiens traditionnels de la société,. Alain Ehrenberg a décrit nos sociétés contemporaines comme des sociétés d'autonomie individuelle.
Alain Ehrenberg a créé  en 1995  un groupement de recherche (G 1106 "Psychotropes, Politique, Société") rattaché au département SHS du CNRS qui est arrivé en fin de mandat en 2001. Ses activités ont alors fusionné avec celles du CESAMES (Centre de recherche Psychotropes, Santé mentale, Société). Le projet de cette unité a été guidé par le changement opéré, dans les sociétés contemporaines, par le passage de la référence à la maladie mentale à celle de la santé mentale, mais aussi par les changements dans les conceptions des maladies mentales. Les principes de la santé mentale vont désormais jusqu’à normer la socialité de l’homme normal.

## Publications
- Alain Ehrenberg, Jean-Pierre Yahi et Patrick Zylberman, Archanges, guerriers, sportifs et petits pervers[4], CORDES, 1977-1980
- Alain Ehrenberg (éd.), Aimez-vous les stades ? Les racines historiques des politiques sportives 1870-1940, Revue Recherches, n° 43, avril 1980.
- Alain Ehrenberg, Le Corps militaire : politique et pédagogie en démocratie, Aubier-Montaigne, 1983 (ISBN 978-2700703153)
- Alain Ehrenberg, Le Culte de la performance, Paris, Calmann-Lévy, 1991 (ISBN 978-2818501986)
- Alain Ehrenberg, Drogues, alcools, médicaments psychotropes, Esprit, 1991 (ISBN 978-2909210223)
- Alain Ehrenberg (ed.), Drogues et médicaments psychotropes, le trouble des frontières, Esprit, 1998
- Alain Ehrenberg, L'Individu incertain et certain, Paris, Calmann-Lévy, 1995 (ISBN 978-2012787841)
- Alain Ehrenberg, La Fatigue d’être soi – dépression et société, Paris, Odile Jacob, 1998 (ISBN 978-2738120557) (rééd. Poches Odile Jacob,  (ISBN 978-2-7381-0859-3)
- Alain Ehrenberg et Anne Lovell, Les maladies mentales en mutation, Psychiatrie dans la société, Odile Jacob, coll. « Sciences Humaines », 2000, 350 p. (ISBN 978-2738109248)
- Alain Ehrenberg, La Société du malaise, Paris, Odile Jacob, 2010 (ISBN 978-2738122384)
- Alain Ehrenberg, La Mécanique des passions : cerveau, comportement, société, Paris, Odile Jacob, 2018, 328 p. (ISBN 978-2738141491)

## Filmographie
- Nervosité dans la civilisation. Du culte de la performance à l’effondrement psychique, Conférence d'Alain Ehrenberg, Université de tous les savoirs, SFRS, Vanves, 2001, 76 min (DVD)